# Majgull Axelsson

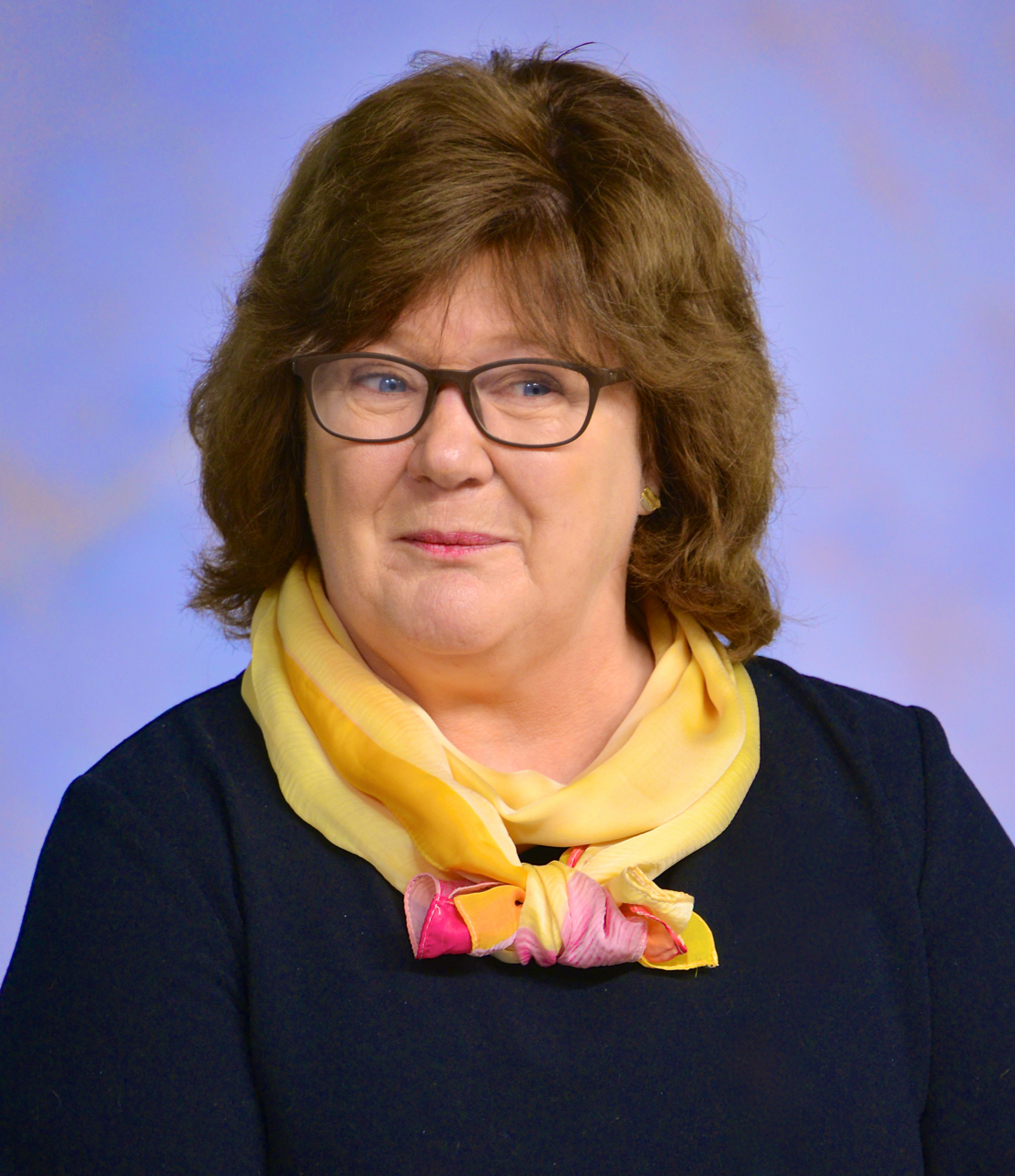
Majgull Axelsson (2008)

Majgull Irene Axelsson (Landskrona, 14 febbraio 1947) è una giornalista e scrittrice svedese.

## Biografia
Nata Majgull Andersson, è cresciuta a Nässjö. Si è formata alla Poppius journalistskola di Stoccolma, la più antica scuola di giornalismo dell'intera Scandinavia, per poi lavorare per numerose testate e per il Ministero degli Esteri svedese.
I temi al centro della sua attività d'inchiesta sono la prostituzione minorile, le difficoltà dei bambini di strada, soprattutto fra gli immigrati dal Terzo mondo, e la povertà in Svezia.
Si è dedicata alla scrittura di romanzi a partire dagli anni Novanta, affermandosi con la sua seconda opera Aprilhäxan (Strega d'aprile), incentrata sulle complessità del rapporto madre-figlia sullo sfondo della Svezia del Secondo dopoguerra. Il romanzo è risultato vincitore nel 1997 del Augustpriset e del BMF plaque. nuovamente vinto nel 2014 con (Jag heter inte Miriam (Io non mi chiamo Miriam), riguardante il destino della comunità rom durante le persecuzioni naziste e negli anni successivi. 
Ha poi pubblicato nel 2017 La tua vita e la mia, che affronta il tema dell'istituzionalizzazione e sterilizzazione degli individui considerati "indesiderabili" nella Svezia degli anni Sessanta.
Nel 2002 ha esordito come drammaturga, mettendo in scena LisaLouise. 
Vive nel comune di Lidingö, nei pressi di Stoccolma, con il marito, il giornalista Jan Axelsson (sposato nel 1971).

## Opere
- Asien i deras ögon, 1978
- Våra minsta bröder, 1986
- Rosario är död, 1989
- Dom dödar oss, 1991
- Med i facket, 1992
- Orättvisans ansikten, 1992
- Långt borta från Nifelheim, 1994
- Vad händer med barnen?, 1994
- ...och dom som inte har, 1996
- Aprilhäxan, 1997
  - Strega d'aprile, trad. Carmen Giorgetti Cima, Elliot Edizioni, Roma, 2011 - ISBN 9788861922068
- Slumpvandring, 2000
- En stad av slott, 2002
- Den jag aldrig var, 2004
- Is och vatten, vatten och is, 2008
- 'Moderspassion, 2011
- Jag heter inte Miriam, 2014
  - Io non mi chiamo Miriam, trad. Laura Cangemi, Iperborea, Milano, 2016 - ISBN 9788870914672
- Ditt liv och mitt, 2017
  - La tua vita e la mia, trad. Laura Cangemi, Iperborea, Milano, 2019 - ISBN 9788870916041
- Inställd resa till Sabarmati, 2020
- Svalors flykt, 2023